# Anschlag auf den US-Senat 1983
Beim Anschlag auf den Senat der Vereinigten Staaten am 7. November 1983 gelang es Mitgliedern des Weather Underground, einen Sprengsatz im Kapitol zu zünden. Einige Minuten vor der Explosion hatte ein anonymer Anrufer, der behauptete, die Armed Resistance Unit zu vertreten, die Telefonzentrale des Kapitols vor der Bombe gewarnt. Die Bombe war unter einer Bank am östlichen Ende eines Korridors im zweiten Stock des Nordflügels versteckt, bevor sie um 22:58 Uhr EST (05:58 Uhr MEZ) explodierte. Zu dieser Zeit waren die Hallen fast menschenleer, sodass es keine Verletzten gab. Der Sprengsatz verursachte auch keine strukturellen Schäden am Kapitol. Die Explosion war so laut, dass es Leute auf dem Kapitolgelände hören konnten.    
Innerhalb von Minuten nach der Explosion rasten mehr als ein Dutzend Feuerwehrautos und vier Krankenwagen zur Westfront des Kapitols, während Beamte mit Polizeihunden begannen, das Gebiet nach Hinweisen zu durchsuchen. Zeugen hatten außerdem die Explosion bemerkt.   
Kurz nach dem Anschlag erhielt National Public Radio eine Nachricht von einer Gruppe namens Armed Resistance Unit, die sich für den Anschlag verantwortlich machte. Sie sagte auch: „Wir haben uns zu diesem Zeitpunkt nicht entschieden, einen von ihnen zu töten. Aber ihr Leben ist nicht heilig und ihre Hände sind mit dem Blut von Millionen befleckt.“
Der Anschlag war motiviert von den als imperialistisch betrachteten Militäreinsätzen der USA im Libanon und auf Grenada. Auch wurde der Mord an Henry Kissinger geplant. Sechs Mitglieder der „Resistance Conspiracy“ wurden im Mai 1988 festgenommen und wegen des Anschlags angeklagt. Ihnen wurden auch Anschläge auf Fort McNair und den Washington Navy Yard vom 25. April 1983 bzw. 20. April 1984 zur Last gelegt. Drei Mitglieder wurden zu langen Haftstrafen verurteilt. Gegen drei weitere wurde die Anklage aufgehoben, weil sie bereits längere Haftstrafen verbüßt hatten.  
Beim Anschlag auf den Senat wurde unter anderem ein Porträt von Daniel Webster beschädigt, das jedoch wieder restauriert werden konnte. Der Sachschaden des Anschlags wurde mit 250.000 US-Dollar beziffert, andere Schätzungen gingen von bis zu 1 Million US-Dollar aus. Nach dem Anschlag wurden verschärfte Sicherheitsmaßnahmen im Kapitol eingeleitet, wie zum Beispiel Einlasskontrollen mit Metalldetektoren an den Gebäudeeingängen. 
Drei Wochen vor der Explosion hatte außerdem ein 22-jähriger Tourist namens Israel Rubinovitch mit einer selbstgebastelten Bombe die Galerie des Kapitols betreten, die er unter seinem Hemd versteckt hatte. Die Polizei sagte, dass die Bombe nicht richtig verkabelt war und deshalb nicht gezündet hatte. Bei einer Anhörung vor dem District of Columbia Superior Court sagte sein vom Gericht bestellter Anwalt, der Mann habe sich wegen des Welthungers an den Kongress wenden wollen. Nach diesem Vorfall wurden die Metalldetektoren neu eingestellt und empfindliche Bombendetektoren installiert.
Ebenfalls hatte es 1971 einen Bombenanschlag im Capitol gegeben, als Protest gegen das Engagement von Nixon in Laos.